# واحد کنترل چندنقطه‌ای

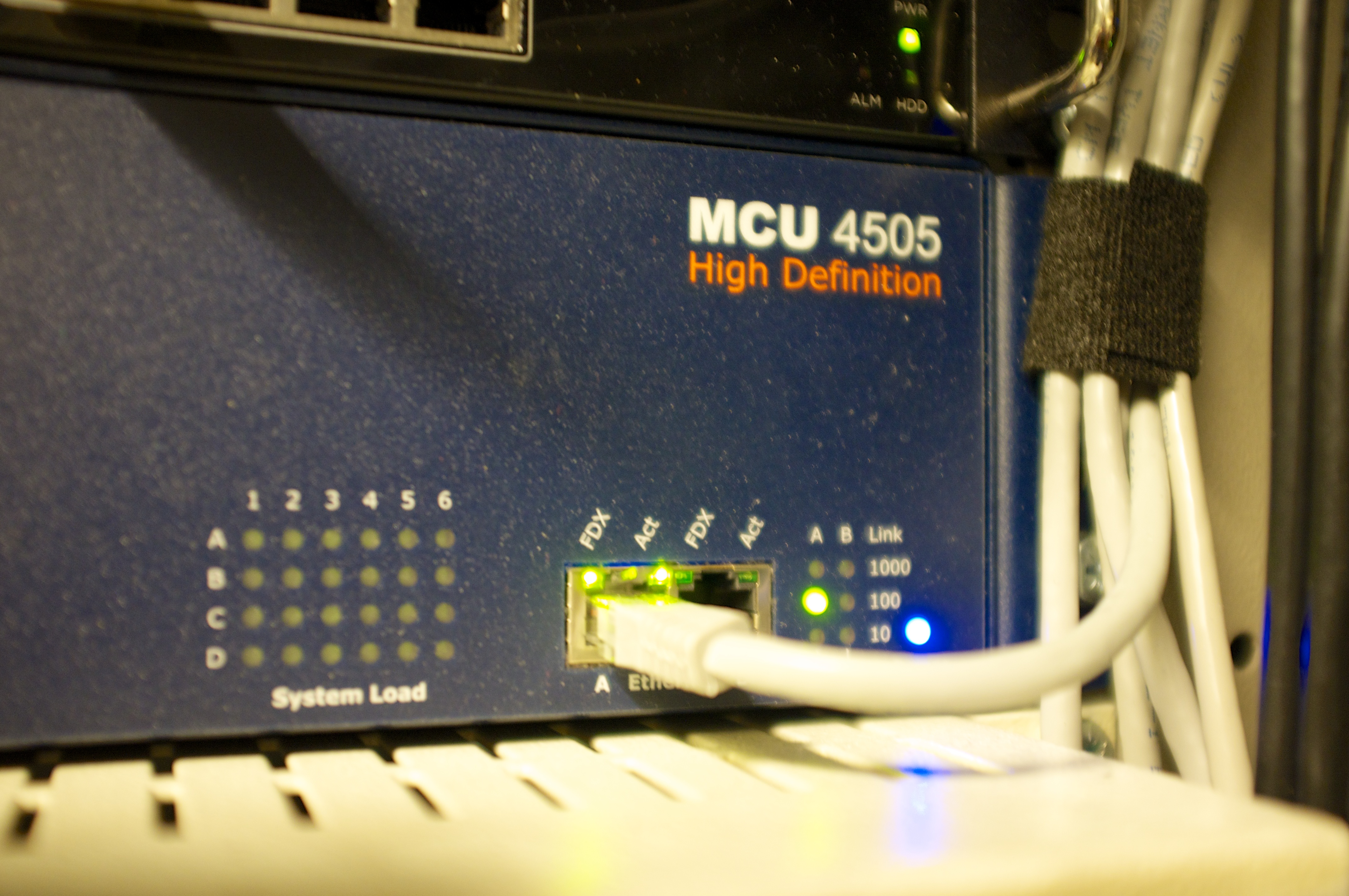
Cisco TelePresence MCU 4505.

واحد کنترل چندنقطه‌ای (به انگلیسی: multipoint control unit (MCU)) دستگاهی است که معمولاً برای ایجاد ارتباطات کنفرانس ویدیویی استفاده می‌شود. واحد کنترل چند نقطه ای یک نقطه پایانی در شبکه محلی است که سه یا تعداد بیشتری پایانه و دروازه را قادر می‌سازد در یک کنفرانس چندنقطه‌ای شرکت کنند.
به این معنی که کلیه دستگاه‌ها (شامل ترمینال، دروازه و …) به این دستگاه وصل می‌شوند و این دستگاه با ایجاد یک کانال ارتباطی مشترک امکان برگزاری جلسات ویدئو کنفرانس را بین آنها فراهم می‌سازد.
MCU از یک کنترل‌کننده چندنقطه‌ای اجباری (MC) و چندین پردازنده  چندنقطه‌ای اختیاری (MP) تشکیل شده‌است.

## مطالعهٔ بیشتر
- Civanlar, M; Ozkasap, O; Celebi, T (2005). "Peer-to-peer multipoint videoconferencing on the Internet". Signal Processing: Image Communication. 20 (8): 743–54. doi:10.1016/j.image.2005.05.003.
- Thom, G.A. (1996). "H.323: The multimedia communications standard for local area networks". IEEE Communications Magazine. 34 (12): 52–6. doi:10.1109/35.556487.
- Blignault, Ilse (2000). "Multipoint Videoconferencing in Health: A Review of Three Years' Experience in Queensland, Australia". Telemedicine Journal. 6 (2): 269–74. doi:10.1089/107830200415216. PMID 10957740.
- Shaw-Min Lei; Ting-Chung Chen; Ming-Ting Sun (1994). "Video bridging based on H.261 standard". IEEE Transactions on Circuits and Systems for Video Technology. 4 (4): 425–37. doi:10.1109/76.313137.